# Championnats du monde de vol à ski 1992
Navigation
Vikersund 1990 Planica 1994
La 12e édition des championnats du monde de vol à ski s'est déroulée du 21 mars 1992 au 23 mars 1992 à Harrachov en Tchécoslovaquie qui organise pour la seconde fois la compétition.

## Résultats

### Individuel
| Médaille | Concurrent         | Points |
| Or       | Noriaki Kasai      | 392.5  |
| Argent   | Andreas Goldberger | 377.0  |
| Bronze   | Roberto Cecon      | 376.0  |
| 4e       | Tomas Goder        | 266.4  |
| 5e       | Christof Duffner   | 337.0  |
| 6e       | Martin Trunz       | 330.5  |
| 6e       | Samo Gostisa       | 330.5  |
| 8e       | Mikael Martinsson  | 327.0  |
| 9e       | Ivan Lunardi       | 316.0  |
| 10e      | Jaroslav Sakala    | 314.5  |